# Jakút al-Hamawí ar-Rúmí
Jakút al-Hamawí ar-Rúmí, (1179 – 20. srpna 1229 v Aleppu) celým jménem arabsky شهاب الدين أبو عبد الله بن ياقوت الحموي الرومي‎ Šiháb ad-Dín Abú Abd Alláh bin Yákút al-Hamawí ar-Rúmí, byl geograf a spisovatel řeckého původu. Nisba v jeho jméně ar-Rūmī poukazuje na skutečnost, že se narodil v nearabské rodině na byzantském území.

## Život
Ještě jako dítě padl do islámského zajetí a v Bagdádu jej koupil kupec Askar ibn Abí Nasr ibn Ibrahím al-Hamawí. Jeho pán byl kupec, který pocházel původně ze Sýrie, se usadil v Bagdádu a obchodoval se zbožím ze zámoří. Brzy poté, co k sobě Jakúta vzal, objevil jeho nadání a vlohy. Jeho rozhodnutí poslat jej do školy, kde se Jakút naučil číst a psát, předurčilo Jakútův další vývoj. Brzy se stal účetním a osobním sekretářem svého pána. Získal si natolik jeho důvěru, že jej jeho pán o několik let později poslal na první cestu na ostrov Kíš v Perském zálivu. Pravděpodobně proběhla jeho první cesta úspěšně, protože jej jeho pán brzy vyslal na další. Kromě ostrova Kíš navštívil Jakút v Askarových službách i Damašek a města severně od Bagdádu. Kolem roku 1200 došlo ale k nedorozumění mezi Jakútem a jeho pánem a jejich cesty se rozešly. Jakút si v této době vydělával na živobytí opisováním knih. Ačkoliv došlo před smrtí jeho pána k oboustrannému usmíření a Jakút se s pozůstalými finančně vyrovnal (navíc nabyl svobody), rozhodl se v dřívějších obchodech svého pána nepokračovat. Místo toho se vydal jako svobodný kupec na cesty. Nedlouho poté dorazil do Aleppa, kde poznal tamějšího vezíra al-Kiftího, jenž hrál v pozdějším Jakútově životě významnou roli.
1213 se vydal Jakút opět na cesty, tentokrát bylo jeho cílem město Tabríz. Zde nezůstal dlouho a cestoval zpět do Aleppa, ale tentokrát zůstalo Aleppo jen krátkou zastávkou na jeho cestě do Egypta. V Egyptě žil nejen jako obchodník a knihkupec, ale věnoval se i literární činnosti. Jeho pobyt v Egyptě neměl ale dlouhého trvání, a po dvou letech odcestoval do Damašku. Zde se ale zapletl do nábožensky-politického sporu a byl nucen urychleně město opustit. Necítil se jistě ani pod ochranou rukou aleppského vezíra al-Kiftí, a proto cestoval přes Arbil a Mosul do Chorásánu. Usadil se v Mašhadu a z jeho díla je zřejmé, že byl velmi nadšen z tamějších knihoven. V roce 1218 se rozhodl pro sepsání svého nejdůležitějšího díla, Geografického lexikonu (Mu'džam al-buldán معجم البلدان‎). Nato následovalo několik cest až k Aralskému jezeru a severně od Mašhadu. Roku 1219 padl do rukou Mongolů a jen stěží se mu podařilo uprchnout. Zanechal za sebou všechen svůj majetek a prchal až k Arbilu a pak až k Mosulu. Ani zde ale nebyl před mongolskými nájezdníky v bezpečí a vzhledem k tomu, že všechen svůj majetek ztratil, obrátil se pro pomoc k aleppskému vezírovi. Ten jeho prosbě o pomoc vyhověl a tak dorazil 1221 Jakút opět do Aleppa. Zde začal intenzivně, pod ochranou rukou vezíra al-Kiftí, pracovat na svém Geografickém lexikonu. Z poznámek učence ibn al-Muwaffaka, se kterým Jakút často diskutoval o arabské gramatice je zřejmé, že se Jakút až do své smrti v roce 1229 zdržoval v Aleppu. Zemřel zde v den, kdy se rozhodl vyrazit opět do Egypta. Jeho dílo nebylo dokončeno, dle jeho představ.

## Dílo
Většina jeho děl je nenávratně ztracena a čtyři jeho knihy, které máme k dispozici, nejsou kompletně dochovány. Z jednoho existují jen střípky z textů. Rekonstrukce některých údajně nenávratně ztracených kapitol je ale díky běžné praxi arabských autorů, kterou je opisování celých pasáží z děl jiných spisovatelů, aniž by udali nebo citovali svůj zdroj, je možná, ale velmi namáhavá.
Nejlépe dochovány jsou: Mu'džam al-buldán a Mu'džam al-udabá.
Mu'džam al-udabáʾ je biografický slovník důležitých osobností, které se věnovaly literatuře. V arabštině byl tento slovník vydán D. S. Margoliouthem v letech 1923–1931.
Mu'džam al-buldān je pravděpodobně jeden z nejdůležitějších dochovaných zdrojů arabské geografie. Nejen, že jsou zde znázorněny arabské středověké představy světa, ale Jakút zde ke každému tématu představuje několik verzí a nechává na samostatném čtenáři, aby si vytvořil svůj vlastní úsudek.
- Muʿdjam al-buldān [Jacut’s Geographisches Wörterbuch]. Bde I-VI. Ed. F. Wüstenfeld, Leipzig 1866-73; 1924. Reprint Tehran 1965; Beirut 1955-7; Frankfurt 1994. ISBN 3-8298-1197-7 (Originál v arabštině, předmluva v němčině ISBN 964-435-979-8)